# Медянки Русские
Медянки Русские — деревня в Тюменской области Тобольского района России. Входит в состав Ворогушинского сельского поселения.

## География
Находится на побережье реки Тобол. К деревне примыкает памятник природы Медянская роща.

### Уличная сеть
- Береговая улица
- Заречная улица
- Набережная улица
- Новая улица
- Полевая улица
- Таёжная улица
- Трактовая улица

## Население
| 2010 |
| ---- |
| 59   |

## Инфраструктура
Личное подсобное хозяйство.
Пляжи.

## Транспорт
- Автобусное сообщение. Остановка общественного транспорта «Медянки Русские».